# Ginástica artística nos Jogos Pan-Americanos de 2011 - Individual geral feminino
A competição do individual geral feminino foi um dos eventos da ginástica artística nos Jogos Pan-Americanos de 2011. Foi disputada no Complexo Nissan de Ginástica no dia 26 de outubro.

## Calendário
Horário local (UTC-6).
| Data          | Horário | Fase            |
| ------------- | ------- | --------------- |
| 26 de outubro | 13:00   | Rotação 1       |
| 26 de outubro | 13:20   | Rotação 2       |
| 26 de outubro | 13:40   | Rotação 3       |
| 26 de outubro | 14:00   | Rotação 4 Final |

## Medalhistas
| Ouro   | USA Bridgette Caquatto |
| Prata  | GUA Ana Sofía Gómez    |
| Bronze | CAN Kristina Vaculik   |

## Qualificação
Um máximo de duas ginastas por país puderam se classificar a final, podendo haver substituição se requerido pela delegação.
| Pos.     | Ginasta            | País                     | Total  | Obs. |
| -------- | ------------------ | ------------------------ | ------ | ---- |
| 1        | Ana Sofía Gómez    | GUA Guatemala            | 55.425 | Q    |
| 2        | Peng-Peng Lee      | CAN Canadá               | 55.325 | Q    |
| 3        | Kristina Vaculik   | CAN Canadá               | 54.625 | Q    |
| 4        | Bridgette Caquatto | USA Estados Unidos       | 54.300 | Q    |
| 5        | Brandie Jay        | USA Estados Unidos       | 54.150 | Q    |
| 6        | Marisela Cantú     | MEX México               | 53.200 | Q    |
| 7        | Daniele Hypólito   | BRA Brasil               | 53.100 | Q    |
| 8        | Elsa García        | MEX México               | 52.875 | Q    |
| 9        | Jessica Gil        | COL Colômbia             | 52.875 | Q    |
| 10       | Bruna Leal         | BRA Brasil               | 52.875 | Q    |
| 11       | Ivet Rojas         | VEN Venezuela            | 52.875 | Q    |
| 12       | Catalina Escobar   | COL Colômbia             | 52.350 | Q    |
| 13       | Dovelis Torres     | CUB Cuba                 | 51.700 | Q    |
| 14       | Yoselin Peña       | VEN Venezuela            | 51.550 | Q    |
| 15       | Dayana Rodríguez   | CUB Cuba                 | 51.175 | Q    |
| 16       | Yamilet Peña Abreu | DOM República Dominicana | 50.325 | Q    |
| 17       | Daisy Pinto        | CHI Chile                | 49.750 | Q    |
| 18       | Merlina Galera     | ARG Argentina            | 49.625 | Q    |
| 19       | Paula Mejías       | PUR Porto Rico           | 49.225 | Q    |
| 20       | Lucila Estarli     | ARG Argentina            | 49.200 | Q    |
| 21       | Sandra Collantes   | PER Peru                 | 48.625 | Q    |
| 22       | Martina Castro     | CHI Chile                | 48.075 | Q    |
| 23       | Elid Helwigg       | ECU Equador              | 47.500 | Q    |
| 24       | Nicolle Vázquez    | PUR Porto Rico           | 46.700 | Q    |
| Reservas |                    |                          |        |      |
| 25       | Thema Williams     | TRI Trinidad e Tobago    | 45.600 | R    |
| 26       | Claudia Parra      | ECU Equador              | 41.775 | R    |
| 27       | Karina Regidor     | CRC Costa Rica           | 39.225 | R    |

## Final
| Pos.              | Ginasta                |        |        |        |        | Total  |
| ----------------- | ---------------------- | ------ | ------ | ------ | ------ | ------ |
| Medalha de ouro   | USA Bridgette Caquatto | 14.075 | 14.725 | 13.675 | 13.400 | 55.875 |
| Medalha de prata  | GUA Ana Sofía Gómez    | 14.525 | 12.900 | 14.350 | 13.650 | 55.425 |
| Medalha de bronze | CAN Kristina Vaculik   | 13.800 | 13.775 | 13.775 | 13.425 | 54.775 |
| 4                 | CAN Peng-Peng Lee      | 14.025 | 12.900 | 13.975 | 13.675 | 54.575 |
| 5                 | MEX Elsa García        | 14.375 | 13.625 | 12.820 | 13.600 | 54.425 |
| 6                 | USA Brandie Jay        | 14.825 | 13.975 | 12.850 | 12.700 | 54.350 |
| 7                 | BRA Daniele Hypólito   | 14.125 | 12.550 | 13.675 | 13.825 | 54.175 |
| 8                 | COL Catalina Escobar   | 14.750 | 12.500 | 12.700 | 13.000 | 52.950 |
| 9                 | COL Jessica Gil        | 14.175 | 12.075 | 13.500 | 12.900 | 52.650 |
| 10                | MEX Ana Estefanía Lago | 14.175 | 10.975 | 13.350 | 13.950 | 52.450 |
| 11                | CUB Dovelis Torres     | 14.025 | 12.000 | 12.825 | 13.375 | 52.225 |
| 12                | BRA Adrian Nunes       | 14.125 | 11.500 | 12.975 | 13.100 | 51.700 |
| 13                | CUB Dayana Rodríguez   | 13.900 | 12.475 | 12.800 | 12.450 | 51.625 |
| 14                | VEN Ivet Rojas         | 13.825 | 11.125 | 12.900 | 12.825 | 50.675 |
| 15                | ARG Merlina Galera     | 13.425 | 11.375 | 12.550 | 12.675 | 50.025 |
| 16                | ARG Lucila Estarli     | 13.700 | 10.650 | 12.225 | 12.775 | 49.350 |
| 17                | PUR Paula Mejías       | 13.600 | 10.875 | 11.850 | 12.575 | 48.900 |
| 18                | DOM Yamilet Peña Abreu | 14.775 | 10.575 | 10.300 | 12.625 | 48.275 |
| 19                | VEN Yoselin Peña       | 13.675 | 11.425 | 10.325 | 12.475 | 47.900 |
| 20                | TRI Thema Williams     | 12.900 | 11.550 | 10.925 | 11.675 | 47.050 |
| 21                | PUR Nicolle Vázquez    | 12.925 | 10.300 | 11.075 | 11.600 | 45.900 |
| 22                | CHI Martina Castro     | 12.725 | 9.925  | 10.150 | 12.550 | 45.350 |
| 23                | ECU Elid Helwigg       | 11.975 |        |        | 12.350 | 24.325 |
| 24                | PER Sandra Collantes   |        | 9.625  |        |        | 9.625  |